# Admiral Kasatonov (fregata)
Admiral Flota Kasatonov (rusko Адмира́л фло́та Касато́нов) je fregata razreda Admiral Gorškov Ruske vojne mornarice. Je druga ladja v razredu in je poimenovana po admiralu flote Vladimirju Afanasjeviču Kasatonovu, poveljniku Severne flote in namestniku vrhovnega poveljnika Sovjetske vojne mornarice v 60. letih 20. stoletja. Je del 43. divizije raketnih ladij Severne flote v Severomorsku.
Razred je razvil Severni projektno-konstruktorski biro iz Sankt Peterburga. Tehnično rešitev je vojna mornarica potrdila julija 2003. Ladje od leta 2006 izdeluje sanktpeterburška ladjedelnica Severnaja verf.
Gredelj Admirala Kasatonova je bil položen 6. novembra 2009 v sanktpeterburški ladjedelnici Severnaja verf, splavljena pa je bila 12. decembra 2014. V uporabo je bila predana 21. julija 2020.
30. decembra 2020 je bila pod poveljstvom kapitana 1. stopnje Vladimirja Malahovskega poslana na krstno odpravo v Sredozemsko morje. Obiskala je Alžirijo, Pirej v Grčiji, Aleksandrijo v Egiptu, Limassol na Cipru, Tartus v Siriji in mornariško oporišče turške vojne mornarice Aksaz. Marca 2021 je pri Kreti sledila francoski nosilki helikopterjev Tonnerre, aprila pa se je vrnila v Severomorsk.
Februarja 2022 je bila ponovno nameščena v Sredozemsko morje, kjer je skupaj s križarko Maršal Ustinov in rušilcem Vice-admiral Kulakov okrepila 5. operativno eskadro. Admiral Kasatonov je ostal v Sredozemskem morju tudi ko sta se drugi dve ladji avgusta vrnili v Severomorsk.